# 雪の朝に
『雪の朝に』（ゆきのあさに）は、フジテレビの2時間ドラマ枠『金曜女のドラマスペシャル』で、1987年5月1日に放送されたテレビドラマ。

## あらすじ
3年前の釧路市、野間遥子のもとに、元夫・矢木道生が、浮気相手を刺殺して転がりこみ、逮捕された。その後、遥子は札幌市でバーを営んでいた。同時に医大助教授の坂本俊彦と不倫していた。そこへ、懲役4年で服役していた道生が模範囚で1年繰上げで出所し、遥子の目の前に現れた。不倫の三角形のバランスが崩れるときが訪れた。

## キャスト
- 野間遥子：いしだあゆみ
- 矢木道生（元自衛官・遥子の元夫）：宇崎竜童
- 坂本安子（女医・坂本の妻）：佐藤オリエ
- 矢木香織（ホステス・道生の妹）：中村久美
- 山崎美貴
- 加藤和夫
- 崎津隆介
- 坂本俊彦（北海道医科大助教授）：千葉真一

## スタッフ
- 脚本：中村努
- 音楽：樋口康雄
- 監督：降旗康男
- 撮影：林淳一郎
- 撮影助手：三浦忠、佐野哲郎、森英男
- 照明：前原信雄
- 録音：川田保
- 美術：中澤克巳
- 編集：飯塚勝
- 記録：今井文子
- 助監督：澤村正喜、金澤克次、千葉英樹
- 整音：山本逸美（映広）
- 音響効果：橋本正二（宮田音響）
- 装飾：ポパイアート、高津装飾美術、北海道美術センター
- タイトル：日映美術
- 現像：東京現像所
- ロケ協力：稚内市、全日本空輸、エアーニッポン、札幌パークホテル ほか
- プロデューサー補：石原隆
- 企画：重村一、亀山千広
- プロデューサー：市古聖智
- 制作：フジテレビ、フィルムフェイス